# Gorgonocephalus arcticus
A Gorgonocephalus arcticus a kígyókarúak (Ophiuroidea) osztályának Euryalida rendjébe, ezen belül a Gorgonocephalidae családjába tartozó faj.

## Előfordulása
A Gorgonocephalus arcticus előfordulási területe az Atlanti-óceán északi felén van, az Arktisztól kezdve, egészen a Mexikói-öbölig. Főleg az észak-amerikai partok mentén lelhető fel, de néha Európa északnyugati vizeiben is megtalálható.

## Életmódja
Ez az élőlény inkább a partok közelében és a folyótorkolatok távolabbi peremén él. Kizárólag a tengervízben található meg.